# Fiołek nagi
Fiołek nagi (Viola glabella Nutt.) – gatunek roślin z rodziny fiołkowatych (Violaceae). Występuje naturalnie w południowo-zachodniej Kanadzie (w prowincjach Kolumbia Brytyjska i Alberta) oraz zachodnich Stanach Zjednoczonych (na Alasce, w stanie Waszyngton, Oregonie, Kalifornii, Idaho i Montanie). W całym swym zasięgu jest gatunkiem najmniejszej troski, ale regionalnie (w Albercie) jest zagrożony.

## Morfologia

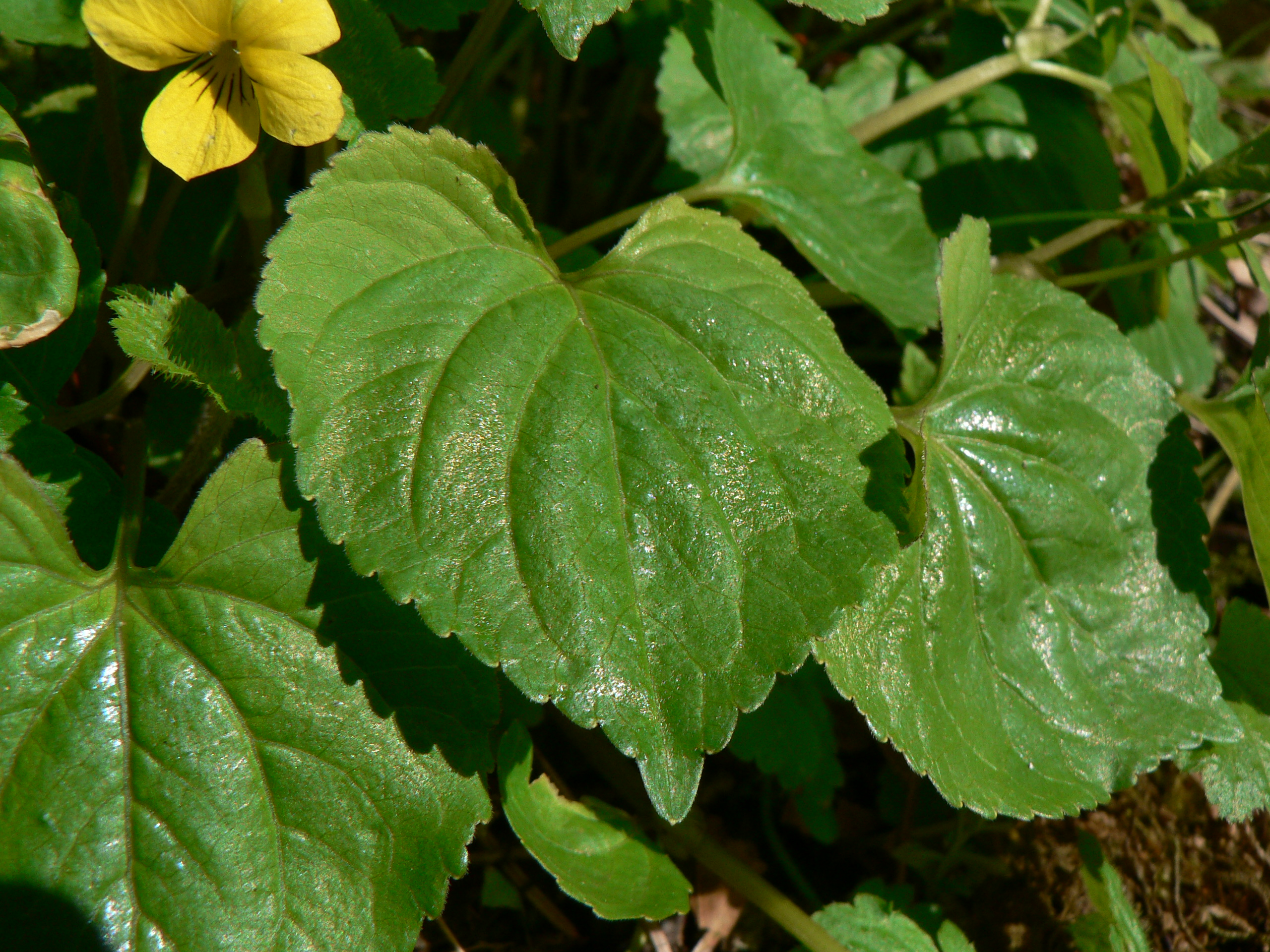
Liście

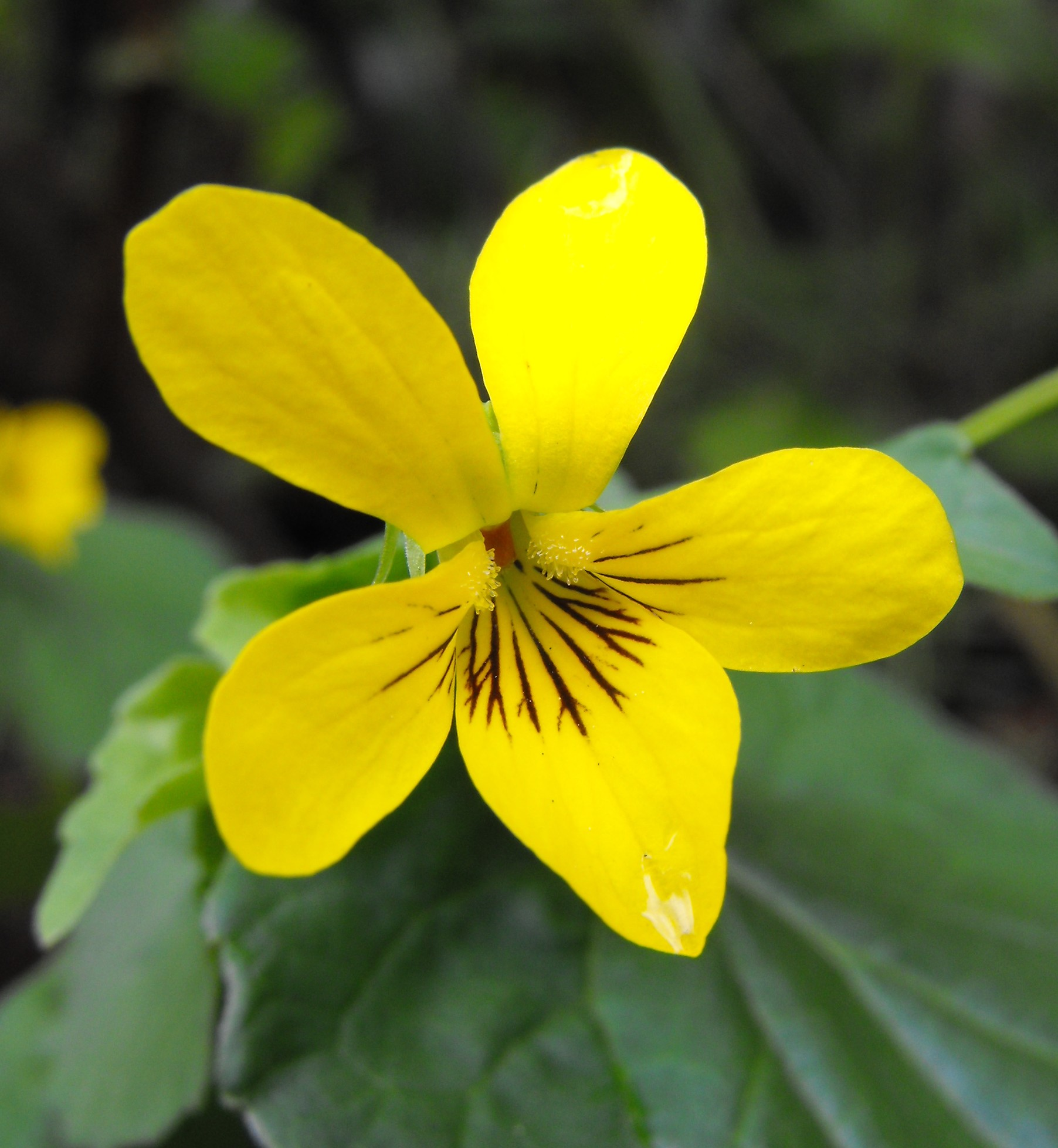
Kwiat

PokrójBylina dorastająca do 3–38 cm wysokości, tworzy kłącza.
LiścieBlaszka liściowa ma kształt od owalnego do nerkowatego. Mierzy 1,4–8,5 cm długości oraz 0,8–9,3 cm szerokości, jest karbowana lub piłkowana na brzegu, ma sercowatą nasadę i ostry lub tępy wierzchołek. Ogonek liściowy jest nagi i ma 0,2–27 cm długości. Przylistki są owalne lub odwrotnie jajowate.
KwiatyPojedyncze, wyrastające z kątów pędów. Mają działki kielicha o lancetowatym kształcie. Płatki są odwrotnie jajowate i mają żółtą barwę, dolny płatek jest odwrotnie jajowaty, mierzy 6–18 mm długości, z purpurowymi żyłkami, posiada obłą ostrogę o długości 1–2 mm.
OwoceTorebki mierzące 7–13 mm, o kształcie od jajowatego do elipsoidalnego.

## Biologia i ekologia
Rośnie w lasach oraz na brzegach cieków wodnych, na wysokości do 2600 m n.p.m. Występuje od 4. do 8. strefy mrozoodporności. Preferuje stanowiska w półcieniu lub cieniu, na wilgotnym podłożu. Kwitnie od marca do lipca.

## Zastosowanie
Młode liście i pąki kwiatowe bywają spożywane surowe lub gotowane. Dodane do zupy zagęszczają ją podobnie jak owoce piżmianu jadalnego. Z liści robi się także herbatę. Jednak żółte kwiaty tego gatunku spożywane w dużych ilościach mogą powodować biegunkę.